# Cyathodium
Cyathodium je rod jetrenjarnica smješten u vlastitu porodicu Cyathodiaceae. Postoji oko 20 vrsta

## Vrste
1. Cyathodium acrotrichum Schiffn.
2. Cyathodium africanum Mitt.
3. Cyathodium aureonitens (Griff.) Mitt.
4. Cyathodium barodae Chavan
5. Cyathodium bischlerianum N. Salazar
6. Cyathodium cavernarum Kunze
7. Cyathodium denticulatum Udar & S.C. Srivast.
8. Cyathodium foetidissimum Schiffn.
9. Cyathodium indicum Udar & S.R. Singh
10. Cyathodium japonicum (Thunb.) Mitt.
11. Cyathodium kashyapii Khanna
12. Cyathodium mehranum D.K. Singh
13. Cyathodium mexicanum Steph.
14. Cyathodium pectinatum K.I. Goebel
15. Cyathodium penicillatum Steph.
16. Cyathodium smaragdinum Schiffn. ex Keissl.
17. Cyathodium spruceanum Prosk.
18. Cyathodium spurium (Dicks.) Lindb. ex Braithw.
19. Cyathodium steerei Hässel
20. Cyathodium tuberculatum Udar & D.K. Singh
21. Cyathodium tuberosum Kashyap